# Urständ
Urständ (von Althochdeutsch urstenti „Auferstehung“) ist ein im modernen Deutsch phraseologisch isoliertes Wort und wird nur gebraucht im Ausdruck „fröhliche Urständ feiern“ (oder Abwandlungen davon). Der Ausdruck bezieht sich, mit einem herablassenden oder ironischen Unterton, auf ein Wiederaufkommen von etwas vergessen, vergangen oder überstanden Geglaubtem. Es findet sich zumeist in journalistischen Texten. Nach Ansicht von Wolf Schneider und Paul-Josef Raue (Handbuch des Journalismus) ist es eine „Floskel, die die meisten Leser noch nie verstanden haben“.
Das Wort bedeutet „Auferstehung“ und findet sich im Spätmittelalter wörtlich, aber schon floskelhaft auf Grabsteinen, etwa als „Hier ruht …, bis daß er feyerliche Urständ feiern möge“ (‚Hier ruht … bis zu seiner feierlichen Auferstehung‘). Noch im 17. Jahrhundert ist die Phrase lebendig, etwa in Friedrich Spees Die ganze Welt, Herr Jesu Christ (1623):
Die ganze Welt, Herr Jesu Christ, Halleluja, Halleluja,

in deiner Urständ fröhlich ist. Halleluja, Halleluja.
Bereits in diesem Lied ist das Wort mit „fröhlich“ verbunden (hier allerdings prädikativ zu „Welt“), weshalb es als Ursprung der modernen Redensart in Frage kommt. Das isolierte „fröhliche Urständ“ wird von heutigen Sprechern oft als Plural empfunden, ist aber ein femininer Singular.
G. Rippel (oder der Bearbeiter seines Buches, Ignaz Riedle) hat in Die Schönheit der katholischen Kirche in ihren heiligen Zeremonien und äußeren Gebräuchen während des Kirchenjahres (neu bearbeitete Auflage von 1896), zum Namen Ostern (falsch) gemeint: „Der kommt wahrscheinlich von dem altdeutschen Worte 'Urständ', d. h. Auferstehung.“